# Ludia (entreprise)
Pour les articles homonymes, voir Ludia.
Ludia est un développeur de jeux vidéo canadien basé à Montréal, Québec, Canada. La société est une filiale de FremantleMedia.  
En 2021, Ludia étend ses opérations dans le Vieux-Montréal dans l'édifice Coristine, conçu en 1901-1907 par Howard Colton Stone. 

## Histoire
Ludia a été fondé à Montréal en 2007, sous la direction d'Alexandre Thabet, PDG. Cette même année, Ludia signe ses premiers contrats de licence avec Fremantle (The Price Is Right) et Fox (Hell's Kitchen).
En 2008, Ludia lance ses premiers jeux sur Wii, DS, PC et iOS. 
En 2009, Ludia fait l'acquisition de Mistic Software. 
En 2010, Fremantle acquiert Ludia.
En 2011, Ludia a adopté le modèle "Free to Play" et est passée au 100% numérique
En 2012, Ludia lance son premier jeu Jurassic Park.
Au cours des années suivantes, Ludia s'est associé avec Universal, Dreamworks, Disney et Wizard of the Coast entre autres. 
Élu « Canada’s Best Game Maker » par Apple, Ludia a également été nommé « Best Place to Work 2018 » par gamesindustry.biz et « Montreal’s Top Employers 2021 ».[réf. nécessaire]
En 2021, Jam City acquiert Ludia. 

## Ludographie
Liste des jeux développés par Ludia : 
2021 : 
- Disney Wonderful Worlds

2020 :
- Lovelink pour iOS et Android

2019 :
- DreamWorks Dragons: Titan Uprising pour iOS et Android
- Warriors of Waterdeep (Dungeons and Dragons) pour iOS et Android

2018 :
- Jurassic World Alive pour iOS et Android
- What’s your story pour iOS et Android

2017 et antérieur :
- All In & Friends (iOS seulement)
- Are You Smarter Than A 5th Grader? & Friends iOS et Android
- Are You Smarter Than A 5th Grader ? (2015) pour iOS, Android, Facebook et Amazon Appstore
- Battlestar Galactica: Squadrons pour iOS, Android, Facebook et Amazon Appstore
- Betty Boop Slots iOS, Android et Facebook
- Bowling & Friends pour iOS et Android
- Buzzr Casino (2016) iOS et Android
- Dragons: Rise of Berk (2015) pour iOS, Android, Facebook et Amazon Appstore
- Family Feud: 2010 Edition (2009) pour iOS seulement
- Family Feud Decades (2010) pour iOS seulement
- Family Feud: 2012 Edition (2011) pour Wii & Xbox 360 seulement, Kinect optionnel
- Family Feud & Friends pour iOS, Android, et Amazon Appstore
- Family Feud & Friends 2(2014) pour Android, iOS, Facebook et Amazon Appstore
- Family Fortunes (2010) pour iOS et disponible au Royaume Uni seulement.
- Family Fortunes & Friends pour iOS et disponible au Royaume Uni seulement.
- Fairy Tale Slots! pour iOS et Facebook
- Flip Chip Poker
- Game Show Party (2010) "a bundle pack of The Price Is Right: 2010 Edition, Family Feud: 2010 Edition & Press Your Luck: 2010 Edition exclusivement sur PS3 via PSN"
- Hell's Kitchen (2008) pour PC, Mac, Wii, DS, et iOS
- Hell's Kitchen VS. pour iOS seulement.
- Hole In The Wall (2011) pour Xbox 360 seulement, Kinect requis
- Hollywood Squares (2010) pour PC, Wii, iOS et PS3 via PSN
- Jurassic Park Builder (2012) pour iOS, Android, Facebook et Amazon Appstore
- Jurassic World: The Game (2015) pour iOS, Android et Amazon Appstore
- Linkies Puzzle Rush pour iOS seulement
- Mr. Peabody & Sherman (2014) pour iOS et Android
- Pako King : The Dreamworks  adventure (2014)
- Planet Fish pour Wiiware (2010) & iOS (2011)
- Popeye Slots pour iOS et Android
- Press Your Luck (2012) pour DS, Wii, PC, Mac et iOS
- Press Your Luck Slots (2012) pour iOS et Facebook
- Save Our Village pour iOS uniquement
- The Amazing Race
- Teenage Mutant Ninja Turtles Legends (2016) pour iOS, Android et Amazon Appstore
- The Bachelor: The Videogame
- The Flintstones: Bring Back Bedrock (2014) pour iOS, Android et Amazon Appstore
- The Price Is Right (2008)
- The Price Is Right: 2010 Edition (2009)
- The Price Is Right Decades (2011) pour iOS, Android, Amazon Appstore, Wii, Xbox 360 et PS3, Kinect optionnel
- The Price Is Right Slots (2012) pour iOS, Android, Facebook et Amazon Appstore
- The Price Is Right Bingo (2013) pour iOS, Android, Facebook et Amazon Appstore
- The Weakest Link & Friends pour iOS uniquement
- The $1,000,000 Pyramid (2011) pour Wii et iOS uniquement
- Underworld (2016) pour iOS, Android, Facebook et Amazon Appstore
- Where's Waldo & Friends pour iOS, Android et Amazon Appstore
- Where's Waldo?: The Fantastic Journey (2009) pour PC, Mac, Wii, DS, et iOS
- Where's Waldo? / Wally in Hollywood pour iOS uniquement
- Who Wants To Be A Millionaire (2010), pour PC, Wii, DS et PlayStation 3
- Who Wants To Be A Millionaire: 2012 Edition (2011), pour Xbox 360 uniquement, Kinect requis
- Who Wants To Be A Millionaire & Friends, pour iOS, Android, Facebook et Amazon Appstore